# Bryolymnia clarita
Bryolymnia clarita är en fjärilsart som beskrevs av Köhler 1979. Bryolymnia clarita ingår i släktet Bryolymnia och familjen nattflyn. Inga underarter finns listade i Catalogue of Life.